# 1949-es magyar teniszbajnokság
Az 1949-es magyar teniszbajnokság az ötvenedik magyar bajnokság volt. A bajnokságot július 16. és 24. között rendezték meg Budapesten, az FTC Üllői úti tenisztelepén.

## Eredmények
| Versenyszám  | Arany                                          | Arany | Ezüst                                                        | Ezüst | Bronz | Bronz |
| ------------ | ---------------------------------------------- | ----- | ------------------------------------------------------------ | ----- | --- | ----- |
| Férfi egyéni | Asbóth József Vasas SC                         |       | Ádám András Ferencvárosi TC                                  |       | Fehér Kálmán Vasas SCKatona Zoltán Újpesti TE                                                                      |       |
| Női egyéni   | Erdődi Gyuláné Újpesti TE                      |       | dr. Hidassy Dezsőné BSE                                      |       | Somogyi Klára Közalkalmazottak SEJávori Márta Közalkalmazottak SE                                                  |       |
| Férfi páros  | Asbóth József, Fehér Kálmán Vasas SC           |       | Bujtor Frigyes, Frigyessy Tibor Újpesti TE                   |       | Fáncsi Ferenc, dr. Milassin Miklós Ferencvárosi TCÁdám András, Birkás György Ferencvárosi TC                       |       |
| Női páros    | Erdődi Gyuláné, Jusits Ilona Újpesti TE        |       | Katona Margit, Andor Lászlóné Közalkalmazottak SE            |       | dr. Hidassy Dezsőné, dr. Paksy Józsefné BSEJávori Márta, Somogyi Klára Közalkalmazottak SE                         |       |
| Vegyes páros | Vad Dezső, Erdődi Gyuláné Vasas SC, Újpesti TE |       | Katona Zoltán, Katona Margit Újpesti TE, Közalkalmazottak SE |       | Frigyessy Tibor, dr. Paksy Józsefné Újpesti TE, BSEBirkás György, dr. Gallner Ferencné Ferencvárosi TC, Újpesti TE |       |